# ول پارادوکس
 ول پارادوکس(نام علمی: Microtus paradoxus) نام یک گونه از زیرخانواده ولیان است.